# Heteropsomys insulans
Espèce
Statut de conservation UICN

 EX  : Éteint
Heteropsomys insulans était une espèce d’Echimyidae originaire de Porto Rico. Elle est maintenant éteinte, probablement à cause des rats introduits.